# Alma Reville
Alma Reville, née le 14 août 1899 à Nottingham (Nottinghamshire, Royaume-Uni) et morte le 6 juillet 1982 à Bel Air en Californie, est une scénariste, monteuse et assistante réalisatrice britannique, naturalisée américaine.
Épouse et collaboratrice d'Alfred Hitchcock, d'un jour sa cadette, elle a eu une influence majeure sur son œuvre.

## Biographie
Alma Reville a commencé à travailler dans le cinéma à l'âge de 15 ans. C'est en 1920, au British Film Industry, qu'elle rencontre son futur mari. Ils travaillent ensemble pendant plusieurs années aux studios londoniens de la Paramount Pictures. Elle se convertit au catholicisme peu avant son mariage avec Hitchcock qui a lieu le 2 décembre 1926. Elle est la mère de Patricia Hitchcock (1928-2021),.
Elle apparaît au générique des films de son mari, et, occasionnellement, de films d'autres réalisateurs, notamment Maurice Elvey pour les scénarios des films Sally in Our Valley (1932) et The Water Gipsies (1932). Demeurant la scénariste attitrée de son mari, elle travaille sur Soupçons (1941), sur L'Ombre d'un doute (1943), sur Le Procès Paradine (1947), bien qu'après Le Grand Alibi (1950) elle ne soit plus créditée au générique des films qu'il réalise.

## Filmographie
En 2013, le film Hitchcock de Sacha Gervasi revient sur le tournage du film Psycho et notamment sur les relations entre Alfred Hitchcock, interprété par Anthony Hopkins, et sa femme Alma Reville, incarnée par l'actrice Helen Mirren.

### Documentaire
- Dans l'ombre d'Hitchcock, Alma et Hitch (2019) de Laurent Herbiet, Nilaya Productions